# Farra d'Alpago
Farra d'Alpago är en ort och frazione i kommunen Alpago i provinsen Belluno i regionen Veneto i Italien. 
Farra d'Alpago upphörde som kommunen den 1 januari 2016 och bildade genom en sammanslagning med de tidigare kommunerna Pieve d'Alpago och Puos d'Alpago den nya kommunen  Alpago. Den tidigare kommunen hade 2 639 invånare (2015).